# Adolfo Domingo Torres
Adolfo Domingo Torres (* 1943 oder 1944; † 14. Oktober 2010 in Buenos Aires) war ein argentinischer Mediziner, Hochschullehrer und Politiker.
Der promovierte Zahnarzt war von 1990 bis 1994 und von 2006 bis 2010 Dekan der zahnmedizinischen Fakultät der Universidad Nacional del Nordeste (UNNE). Ferner war er ehemaliger Präsident des Consejo Interuniversitario Nacional. 2001 kandidierte er für das Bürgermeisteramt von Corrientes und hatte zwischen 2002 und 2003 das Amt des Kultusministers der Provinz Corrientes in der Regierung von Gouverneur Ricardo Golombi inne.
Im Zeitpunkt seines Todes war er Rektor der Universidad Nacional del Nordeste. Er starb im Alter von 66 Jahren infolge eines Herzstillstandes.